# Ургеллинг
Ургеллинг — буддийский монастырь школы гелуг, находится в штате Аруначал-Прадеш на север-востоке Индии. Расположен в пяти километрах к югу от города Таванг и считается родиной шестого Далай-ламы. Он был построен около 1489 года и вёл активную деятельность на протяжении более 460 лет до тех пор, пока лама Урген Сангпо не переехал в Бумтанг (Бутан).
В период между 1706 и 1714 годом шестой Далай-лама был низвергнут, и хошуто-ойратский царь Лхавзан-хан направил военный отряд на Бутан через Таванг. Во время этого похода монастырь Ургеллинг был разрушен. По другой версии монастырь разрушил монгольский военачальник Согпа Джомкхар. После разрушения реликвии были перенесены в Тавангский монастырь. Сейчас Ургеллинг представляет собой скромный храм.